# Fiorinia phoenicis
Fiorinia phoenicis är en insektsart som beskrevs av Alfred Serge Balachowsky 1967. Fiorinia phoenicis ingår i släktet Fiorinia och familjen pansarsköldlöss. Inga underarter finns listade i Catalogue of Life.